# Gavarawad, Gadag
Gavarawad là một làng thuộc tehsil Gadag, huyện Gadag, bang Karnataka, Ấn Độ.